# Nathalie Gabay
Nathalie Gabay, nota anche con lo pseudonimo di Nathalie (Bruxelles, 1965), è una cantante belga. Nota a livello internazionale negli anni ottanta.

## Biografia
Nathalie Gabay intraprende la sua carriera di cantante all'inizio degli anni '80. Aveva in precedenza inciso il suo primo singolo all'età di 10 anni: Monsieur l'oiseau. Il suo singolo più famoso Mon coeur qui craque, ebbe un buon successo in Belgio, Germania ed Italia. Mon coeur qui craque, inciso in lingua francese, era il suo terzo singolo dopo L'amour OK  e The beat goes on, fu successivamente registrato anche in inglese con il titolo My Love Won't Let You Down mantenendo solo il ritornello in francese. Il brano venne inserito nella colonna sonora del film Vacanze di Natale. 
Nel 1984 uscì il singolo Heaven on earth con il quale parteciperà al Festivalbar mentre nel 1985, Gabay pubblicò un quinto singolo con il titolo Don't Look.
Nel 1987 recitò nel lungometraggio Il y a maldonne diretto da John Berry.

## Discografia

### 33 giri
- 1987 – Medley / Don't Let Your Head Hang Down, Red Bullet
- 1994 – Chantons L'amour,  Portazul
- 1997 – Une Etrangere A Paris,  Portazul

### 45 giri
- 1982 – L'Amour OK con Plastic Bertrand
- 1983 – Mon Coeur Qui Craque
- 1984 – Heaven On Earth
- 1985 – Don't Look

## Filmografia
- Il y a maldonne, regia di John Berry (1987)[4]